# Grischa Janorschke
Grischa Janorschke (né le 30 mai 1987 à Altenkunstadt) est un coureur cycliste allemand.

## Biographie

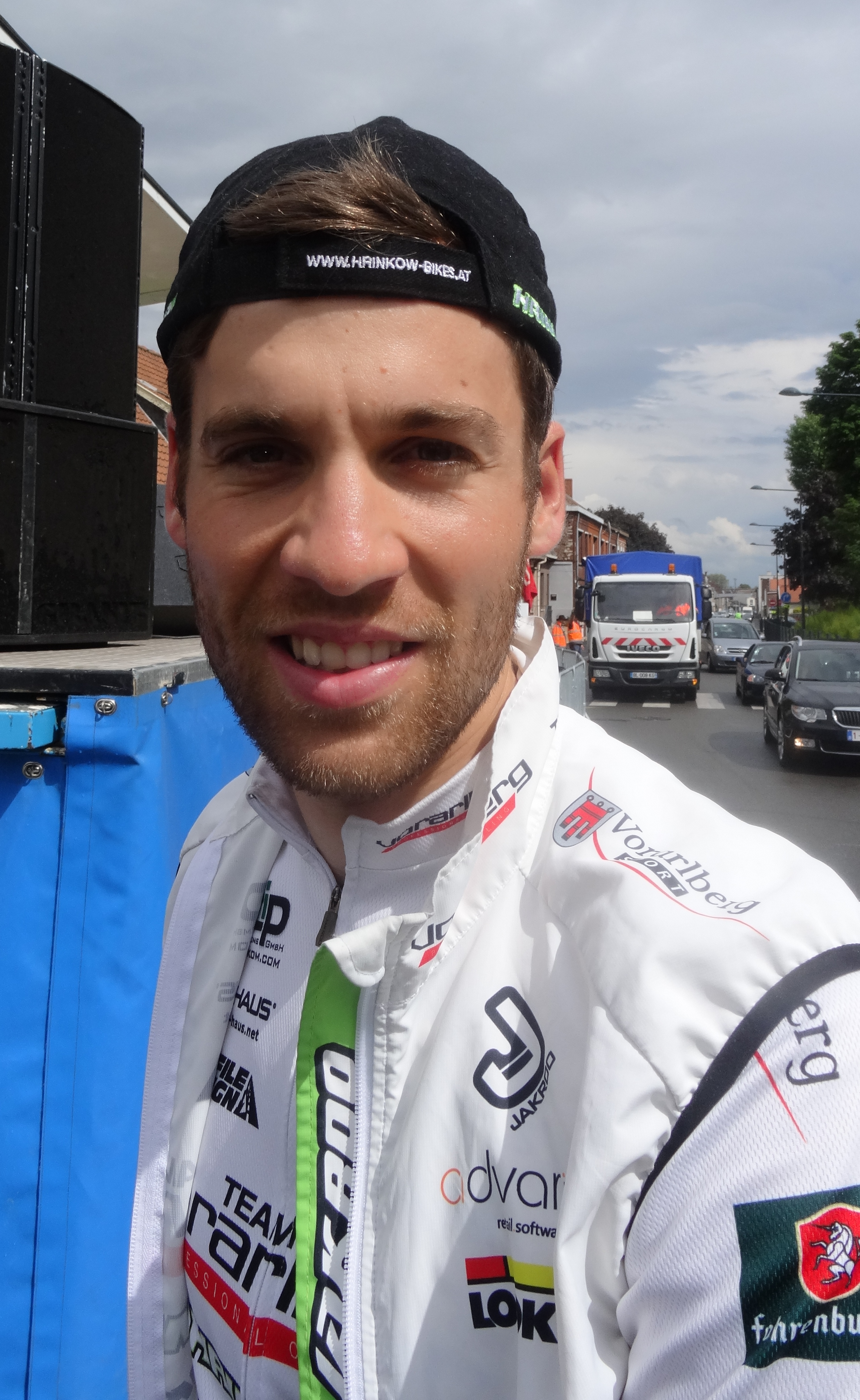
Grischa Janorschke lors du Paris-Arras Tour 2014.

Grischa Janorschke naît le 30 mai 1987 à Altenkunstadt en Allemagne de l'Ouest.
En 2007 et 2008, Grischa Janorschke est membre de l'équipe continentale Milram Continental, réserve de l'équipe ProTour Milram. Il est ensuite membre de la formation Nutrixxion, autre équipe continentale allemande de 2009 à 2011.
En 2012, il est recruté par l'Équipe continentale professionnelle NetApp. En mars, il se fracture une clavicule en tombant lors du Tour de Drenthe. Au mois d'avril, lors de sa première participation à la classique Paris-Roubaix, il figure dans un groupe d'échappés. Il chute lors de la traversée de la trouée d'Arenberg et s'en relève avec une fracture du coude. Il entre en 2014 dans l'équipe Vorarlberg.

## Palmarès et classements mondiaux

### Palmarès sur route
- 2007[1]
  - Prologue du Tour de Thuringe
- 2009
  - 3e du Tour de Séoul
- 2011
  - 1re étape du Grand Prix de Sotchi
  -  Médaillé d'argent du contre-la-montre par équipes à l'Universiade d'été
  - 2e du Tour de Bochum
  - 3e des Cinq anneaux de Moscou
  - 3e de la Ster van Zwolle
- 2013
  - 3e de la Zuid Oost Drenthe Classic I
- 2014
  - 5e étape du Tour de Chine I

### Classements mondiaux
| Année           | 2007  | 2008  | 2009  | 2010 | 2011 | 2012 | 2013 | 2014 |
| --------------- | ----- | ----- | ----- | ---- | ---- | ---- | ---- | ---- |
| UCI Asia Tour   |       |       |       | 94e  | 94e  | 188e | 127e | 169e |
| UCI Europe Tour | 1108e | 1139e | 1201e |      | 57e  |      | 171e | 746e |